# Risør
Risør – norweskie miasto i gmina leżąca w regionie Agder.
Risør jest 336. norweską gminą pod względem powierzchni.

## Demografia
Według danych z roku 2005 gminę zamieszkuje 6909 osób. Gęstość zaludnienia wynosi 36,08 os./km². Pod względem zaludnienia Risør zajmuje 142. miejsce wśród norweskich gmin.
| ludność stan na 1 stycznia 2005 |         |           |       |
|                                 | kobiety | mężczyźni | razem |
| osób                            | 3413    | 3496      | 6909  |
| %                               | 49,4%   | 50,6%     | 100%  |

| wykształcenie stan na 1 października 2004 |        |         |        |        |
|                                           | podst. | średnie | wyższe | niezn. |
| osób                                      | 1131   | 3320    | 1025   | 103    |
| %                                         | 20,27% | 59,51%  | 18,37% | 1,85%  |

## Edukacja
Według danych z 1 października 2004:
- liczba szkół podstawowych (norw. grunnskolar): 4
- liczba uczniów szkół podst.: 898

## Władze gminy
Według danych na rok 2011 administratorem gminy (norw. rådmann) jest Odd Eldrup Olsen, natomiast burmistrzem (norw. ordfører, d. borgermester) jest Knut Henning Thygesen.